# Commission nationale des musiques actuelles
 (mars 2022).
La mise en forme du texte ne suit pas les recommandations de Wikipédia : il faut le « wikifier ».
Les points d'amélioration suivants sont les cas les plus fréquents :
- Les titres sont pré-formatés par le logiciel. Ils ne sont ni en capitales, ni en gras.
- Le texte ne doit pas être écrit en capitales (les noms de famille non plus), ni en gras, ni en italique, ni en « petit »…
- Le gras n'est utilisé que pour surligner le titre de l'article dans l'introduction, une seule fois.
- L'italique est rarement utilisé : mots en langue étrangère, titres d'œuvres, noms de bateaux, etc.
- Les citations ne sont pas en italique mais en corps de texte normal. Elles sont entourées par des guillemets français : « et ».
- Les listes à puces sont à éviter, des paragraphes rédigés étant largement préférés. Les tableaux sont à réserver à la présentation de données structurées (résultats, etc.).
- Les appels de note de bas de page (petits chiffres en exposant, introduits par l'outil «  Source ») sont à placer entre la fin de phrase et le point final[comme ça].
- Les liens internes (vers d'autres articles de Wikipédia) sont à choisir avec parcimonie. Créez des liens vers des articles approfondissant le sujet. Les termes génériques sans rapport avec le sujet sont à éviter, ainsi que les répétitions de liens vers un même terme.
- Les liens externes sont à placer uniquement dans une section « Liens externes », à la fin de l'article. Ces liens sont à choisir avec parcimonie suivant les règles définies. Si un lien sert de source à l'article, son insertion dans le texte est à faire par les notes de bas de page.
- La présentation des références doit suivre les conventions bibliographiques. Il est recommandé d'utiliser les modèles {{Ouvrage}}, {{Chapitre}}, {{Article}}, {{Lien web}} et/ou {{Bibliographie}}. Le mode d'édition visuel peut mettre en forme automatiquement les références.
- Insérer une infobox (cadre d'informations à droite) n'est pas obligatoire pour parachever la mise en page.

Pour une aide détaillée, merci de consulter Aide:Wikification.
Si vous pensez que ces points ont été résolus, vous pouvez retirer ce bandeau et améliorer la mise en forme d'un autre article.
La Commission Nationale Musiques actuelles (CNMA) a été créée en décembre 1997, aux Rencontres Trans musicales de Rennes, par la ministre de la culture Catherine Trautmann, qui en confie la mission à Alex Dutilh (alors directeur du Studio des Variétés, en parallèle à sa qualité de rédacteur en chef du magazine JazzMan. Sa mise en place a lieu en janvier 1998. Ses travaux ont pour objectif le développement et la reconnaissance des musiques actuelles (variétés, jazz, rap, techno...) ainsi que la création d'un Centre national de la musique, qui verra le jour le 1er janvier 2020. 
Alex Dutilh compose une commission d’une soixantaine de membres, choisis intuitu personnae, qui se réunira pendant six mois. Au nombre de ceux-ci, mentionnons Max Amphoux, Olivier Poubelle, Béatrice Macé, Gilles Castagnac, Jean Louis Jossic, Patricia Bonnetaud, Marcel Rogemont et Gérard Drouot. 

## Rapport de synthèse des recommandations
Le rapport de synthèse des recommandations fait 46 pages. Il est complété de nombreuses annexes dont le rapport de la commission nationale consultative du jazz et des musiques improvisées conduite en parallèle. Co-écrit par Alex Dutilh et Didier Varrod, il est rendu en septembre 1998. 
Le rapport fait ressortir 4 mots clés donnant cohérence à la politique à mettre en œuvre : reconnaissance, proximité, pluralisme et rééquilibrage. Sur un plan financier, il chiffre les besoins d’aide pour le secteur dans une enveloppe comprise entre 250 et 300 millions de francs, soit un quintuplement des aides apportées à l’époque au secteur.